# 假面騎士BLACK
《假面騎士BLACK》是為1987年（昭和62年）10月4日～1988年（昭和63年）10月9日期間於TBS電視網每週日上午10:00～10:30播出，由東映和每日放送製作的特攝電視劇，全51話。
本作為《假面騎士系列》的第八部電視連續劇作品，另有由原作者石之森章太郎執筆的漫畫版。本作後來衍生續作《假面騎士BLACK RX》，並於2022年重啟，作品名為《假面騎士BLACK SUN》。

## 概要
本作是自《假面騎士超一號》以來六年來首次的新電視劇 。

### 企劃
《假面騎士系列》的原作者石之森章太郎和東映的製作人平山亨決定在《10號誕生！假面騎士全員集合！！》結束兩年後的1986年3月推出新的假面騎士系列，並提出了題為「你看到假面騎士了嗎？」的提案。該做以回歸原點為理念，以最新技術刷新自《假面騎士超一號》以來的世界觀，並在石森繪製的插圖中傾注了大量心血。然而當時的影視背景則是在機器人動畫發展勢頭強勁的時期，因此該企劃並缺乏各方的積極反應，未能取得成果。之後，這個項目從平山交給了製作過《金屬英雄系列》系列的製作人吉川進，成為了本作的原稿。
在接替平山的製作人吉川的指導下，企劃世界觀和設定與前作進行了更新，旨在創作一個以肩負重擔，面對殘酷的命運的主人公，從痛苦到希望為中心的故事。目的是回到由石森所想像的「假面騎士0號」為發想。因此《BLACK》的「起源」並不是更貼近於1971年電視劇《假面騎士》，而是貼近於原作者石森的作品。參與本作製作的許多工作人員都曾參與《金屬英雄系列》的人員。不過，在本作中，一些曾參與過往騎士系列系列的工作人員，如編劇鷺山京子、導演小西通雄、攝影師松村文雄等，也參與了本作的製作。
小學館獲得了幾乎獨家《BLACK》的出版權，即在雜誌上連載該部作品的漫畫版本。因此，迄今其他公司，包括講談社等社基本無法發行有關此作品的資訊與漫畫版。當時在講談社攝影部擔任攝影師的大島康史從未到過這部作品的拍攝現場，曾表示：「很遺憾沒能拍攝到主線劇情。」 
據吉川介紹，工作人員挑選了假面騎士的五個特徵：「主角從邪惡組織中逃脫」、「變種人」、「騎摩托車」、「蚱蜢主題」和「正義英雄」作為原型。最初層考慮是用當時的最新技術改造，結果則通過了重拍提案。

### 特徵
與過去的騎士不同，故事中的主人公「假面騎士BLACK」的外觀設計採用了外骨骼（生物）設計，省略了舊作讓人聯想到的西裝圍巾、手套和靴子，劇中登場的怪人也逼真地表現該動物原形的特徵，以及沒有戰鬥員的敵人組織也被納入。在劇中「將怪人的名字統一為簡單的『○○怪人』是回歸本源的一部分」，假面騎士BLACK的身體顏色是黑色的事實在播出前的特別節目中也有提及：「由於蚱蜢的血是黑色的。」，因此則將回歸本源的意圖，託付給了黑色假面騎士的誕生。
其中最具特色的是，與假面騎士長的一模一樣的改造人類世紀之王「影月」也出現在敵方組織中。雖然影月的名稱中沒有「假面騎士」一詞，但在介紹歷代系列的書籍和萬代玩具中，它的處理方式幾乎與BLACK的設定相同，也成為是後期系列「假面騎士vs假面騎士」構成的前身。
除了“回歸原點”的設定外，最後一集的艱辛發展描繪了英雄與成為敵人的好朋友戰鬥的悲傷，即使英雄贏得了戰鬥，也是男主角忍無可忍所做出最遺憾的決定，自從《BLACK》播出期間，也獲得不錯的收視率成績（平均收視率9.2%）。因此，繼這部作品之後，製作了以南光太郎為主角的續作《假面騎士BLACK RX》，使本作實際變成了持續了兩年的長篇系列。
據主播時發表的特刊Mook工作人員的採訪，在以往的東映英雄特效作品中，英雄的戰衣使用了纖維強化塑膠（FRP）作為材料，但本作品則採用了不易起皺的最新軟質材料，所以也可以呈現出更多的動作特寫場面。這套由軟質材料製成的套裝，與BLACK的視覺形象相匹配，為固體（外骨骼狀）及帶有生物性（柔軟），以及靈活和堅固的製作為特徵。此外作為NG設計，製作人員還製作了具有相同形狀但帶有金屬藍色的西裝。最初戲服的間接部分原設計為機械接攘，但在石森的監督下則改為肌肉和血管設計。

### 製作
《BLACK》的原劇本是離開金屬英雄系列的上原正三寫的，由於因為與之前的作品相比獲得太多人士的意見，之後上原正三自第6話後則退出劇組，並改由以宮下隼一、杉村升等人在編劇團隊中扮演核心角色。此外，編劇長坂秀佳曾偶然在電視上看到了《BLACK》，並愛上了它的黑色外貌，並通過老熟人東映的製作人齋藤賴章向吉川申請參與劇本。但最終遭到吉川拒絕。
曾參與《假面騎士空我》的荒川稔久，憑藉這部作品第一次參與了東映的特效工作。那時的荒川剛出道還沒有作品，是由同樣參與這部作品編劇之一的山田隆司所介紹加入劇組的。
試播導演是第一次參加假面騎士系列的小林義明執導。小林只參加了第一集的拍攝，但據主演倉田哲夫所說，第一集僅僅為了拍攝就花了整整一個月的時間。另外，據說前期只在夜間穿城的場景中就拍攝了長達10天，此後導演則由小西通雄、小笠原猛、蓑輪雅夫等人組成輪換，小西和小笠原也負責電影版的拍攝。
主要角色南光太郎的選角是通過公開試鏡決定的。飾演秋月伸彥的堀內孝仁獲得亞軍。BLACK的戲服演員則是由岡元次郎擔任。由於吉川希望大幅度改變傳統的戰鬥場景，因此增加了一個將傳統空手道和柔道技術結合的「技術系」動作。村上潤則憑藉這部作品作為動作導演首次亮相。 
川村榮二也將負責本作的音樂，接替自第一代以來一直致力於該系列音樂製作的菊池俊輔。大部分劇集登場的聲優都由Theater Echo旗下的藝人參與。
在設計方面，值得注意的是萬代朝向的方案，儘管在迄今為止的系列中，假面騎士的設計在很大程度上反映了石森和東映的意圖。然而本次負責假面騎士BLACK的設計，是由萬代的子公司Plex負責。原本圍巾和西裝都換成了手套和長筒靴，也對未來假面騎士的設計產生影響。
在石森的粗略設計中，也有「穿西裝的蚱蜢男」的概念 ，這概念後來則衍生自《真假面騎士 序章》中，吉川曾表示想繼續這個系列三年，但最終則製作其他如《真假面騎士 序章》、《假面騎士ZO》和《假面騎士J》的全新系列。

## 故事大綱
青年南光太郎在迎接19歲生日的當天，與同年同月同日生的兄弟秋月信彥一起遭到黑暗結社戈爾哥姆（ゴルゴム）擄走，南光太郎 及 秋月信彥 成為戈爾哥姆認定的「下任創世王」候選者，於2人體內殖入了王者之石（キングストーン），南光太郎被改造成世紀王「黑日」（ブラックサン），秋月信彥被改造成世紀王「影月」（シャドームーン）。
但在希望兩人仍保有人類記憶的信彥父親秋月總一郎教授闖入協助之下，光太郎在腦改造之前，利用了戈爾哥姆原本為世紀王準備的機車形態生命體「戰蝗」（バトルホッパー）逃亡，但遭到戈爾哥姆三神官的追擊。在衝擊中，光太郎的身體開始出現了變化，且從異形的蝗蟲人逐漸變身為黑日。
之後歷經了秋月教授之死，使光太郎下定決心擊潰戈爾哥姆，並救出身陷其中的信彥，以「假面騎士BLACK」之名與戈爾哥姆展開對決。

## 登場人物／演員
- 南光太郎／假面騎士BLACK

演員：倉田哲夫、配音：黃志成（香港）
本作主角。和秋月伸彥一樣，他與19年前的日食當天同時出生。在3歲時與父母分離後，他被信彥的父親宗一郎收養，目前是東政大學人文學院二年級學生，足球部成員。
由於在19歲生日會中發生的神秘現象，他在試圖回家懷疑宗一郎的真實意圖時，與信彥一起被哥爾戈姆的僧侶帶走，意圖被改造成創世王后繼人「黑日」，但在宗一郎的救助下逃脫了大腦重塑。在那之後，他將自稱為假面騎士BLACK，並對抗哥爾戈姆的陰謀。
- 秋月信彦／影月

演員：堀内孝人、配音：葉少榮（香港）、陳欣（香港、代配第50-51集）
秋月家的長子。東政大學理工學部二年級學生，足球部成員。
和光太郎一樣，他在與19年前的日食當天同時出生，在19歲生日會結束後，他與光太郎一起回家時遭到哥爾戈姆的僧侶帶走，並進行改造手術，由於同時遭受了嚴重的傷害。身體在蚱蜢人的狀態下沈睡。後來他憑藉「帝王石」的力量，復活為影之王子「影月」。然而，雖然他有作為信彥的記憶，然而卻失去了原本的性格。
- 秋月杏子

演員：井上明美、配音：沈小蘭（香港）
宗一郎的女兒，信彥的妹妹。朝霧女子高中二年級學生，網球部成員。
失去父親後，在光太郎的推薦下離開秋月家，開始在卡皮托拉咖啡廳打工。劇中暗示他從高中輟學，從此再也沒有上過學。
我和光太郎像兄弟姐妹一樣長大，但在劇情中發現自己逐漸愛上了光太郎。並在35集中得知光太郎是BLACK的真實身份。她曾為了獲得生命能量以復活影月而被綁架，但在比爾蓋尼亞的干擾下逃脫，劍聖比爾蓋尼亞堅持認為她是能夠擊敗BLACK的人。
當BLACK被影月時打敗，哥爾戈姆開始全力進攻日本，絕望的她前往美國舊金山。之後在得知BLACK（光太郎）還活著的消息，後並試圖返回日本，但卻被克美責備將會阻礙BLACK與影月的解決，因此擔心仍在日本的光太郎。後面的動向沒有描述，只有回憶場景出現在下一部作品《RX》中。
- 紀田克美

演員：田口步美、配音：吳小藝（香港）
信彥的女朋友。東政大學人文學院二年級學生。卡皮托拉咖啡廳的管理員。
在中期階段，他與杏子一同得知光太郎是BLACK的真實身份，在開心被哥爾戈姆綁架的信彥平安歸來時，她也對與化身為影月的信彥重逢感到不安。
當BLACK被影月時打敗，哥爾戈姆開始全力進攻日本時，他和杏子一起前往美國。之後在得知BLACK（光太郎）還活著的消息，但當認為自己可能會妨礙BLACK和影月戰鬥時，她並沒有回到日本
和杏子一樣，後面的動向沒有描述，下一部作品《RX》也和杏子一樣只出現在閃回場景中。
- 東堂勝

演員：星分、配音：陳永信（香港）
卡皮托拉咖啡廳和水肺潛水服裝店的所有者，37歲。
他把潛水的愛好放在經營商店之上，不過很少出現在商店裡。
- 滝竜介

演員：京本政樹 、配音：陳欣（香港）
國際刑警組織成員自稱“偵查員” 。是東政大學理學院畢業的前職業足球運動員，也是信彥足球部的前輩，
在足球部時以特技流射”拯救了BLACK的危機。出現在第16話和30話中。是一位在《假面騎士》中登場的FBI探員瀧和也致敬的角色。
- 南正人

演員：土師孝也
光太郎的父親，總一郎的學者友人。在光太郎三歲時，因哥爾戈姆所策劃的飛機失事而喪生。
- 南友子

演員：遠藤英恵
光太郎的母親。與其夫在同一場飛機失事中死亡。

## 登場的假面騎士/敵人

### 黑日
由南光太郎變身的假面騎士。原本是即將被改造為「哥爾戈姆」組織下任支配者，創世王候補人選世紀王「黑日」，所幸被清除記憶前得以逃脫，進而成為對抗邪惡的假面騎士BLACK。198.7 cm／87 kg光太郎在逃脫前身體被植入帝王石，這讓他得到變身的能力，它亦昰假面騎士BLACK的力量來源，當光太郎失去帝王石，他就會死去。

### 影月
香港譯名為2號世紀王。由於復活的過程中屢遭麻煩，最後只得靠三神官「天」、「海」、「地」之石的力量結合，才順利於第35話誕生。 從此成為與Black的朋友和宿命之敵。
因體內有帝王石﹙King Stone﹚名為--「月之石」，故成為創世王的繼承者。
最終回中，由於受到蝗蟲機車的自爆攻擊而重傷，當BLACK趕進哥爾戈姆基地後與之決戰，Black劃破了影月的帝王石，最後創世王被刺穿，基地倒塌之際，Black來不及救出影月，而深埋於倒塌的基地中。197.4 cm／90 kg

### 黑暗結社
- 大神官達菲 (香港配音 : 黃子敬)
- 大神官巴力 (香港配音 : 陳永信)
- 大神官米施 (香港配音 : 陶碧儀)
- 黑松英臣 (香港配音 : 龔祖澤)
- 劍聖畢迪亞 (香港配音 : 陳欣)
- 創世王 (香港譯名 :創世主 香港配音 : 龔祖澤)

## 交通工具

### 戰鬥蝗蟲(戰蝗號，草蜢號(戰鬥蝗蟲))；香港名稱：神奇超級車
- 機械生命體
- 最大出力415匹馬力
- 最高時速500KM
- 全長222CM
- 全高124CM
- 擁有自我意志及思考、判斷及感情能力
- 搭載人工智能，具同步裝置可與BLACK思想同步，使用水晶能量，無限能源。
- 由於搭載與BLACK同步的裝置且可自動駕駛，危機時甚至能主動出擊搭救主人。
- 本體由機械細胞構成，具自我再生能力，可藉由人工記憶可將機體回復至原先的樣子。

### 超能車(戰鬥飛鷹) ；香港名稱：羅特一號
- 結合當代最高科學與技術的機械，性能極高。無人可操作，故由假面騎士BLACK駕馭。
- 最大出力1515匹馬力
- 最高時速960KM
- 全長210CM
- 全高132CM
- 平時收藏於秘密倉庫，可聲控出擊。同樣具自動駕駛功能。
- 使用RS電腦控制所有性能。
- 搭載光電子偵測雷達。可偵測路面狀態與障礙物，協助高速移動時的操控。
- 攻擊防護罩，時速800KM以上時，自動開啟。可藉由衝擊產生強大的破壞力。
- 必殺技:衝擊波撞擊

## 主演演員

### 主演・準主演
- 南光太郎 / 假面騎士BLACK - 倉田哲夫
- 秋月信彦 / 影月 - 堀內孝人（日语：堀內孝人）(1,2,12,17,35,37,41,47)
- 秋月杏子 - 井上明美（日语：井上明美） (1 - 48,50)
- 紀田克美 - 田口步美（日语：田口あゆみ） (1 - 19,22 - 29,31 - 48,50)
- 東堂勝 - 星分（日语：セント） (2,10)
- 劍聖比魯基尼亞 - 吉田淳（日语：吉田淳） (18 - 23,25 - 35)
- 大神官比休姆/ 翼龍怪人- 好景瞳（日语：好井ひとみ） (1 - 45)
- 大神官巴拉歐姆/劍齒虎怪人 - 高橋利道（日语：高橋利道） (1 - 46)
- 黒松教授 - 黑部進 (2 - 4,10,14,19)
- 大宮幸一 - 北見治一（日语：北見治一） (2,3,7)
- 坂田龍三郎 - 久富惟晴（日语：久富惟晴） (2,6,8,38)
- 秋月總一郎 - 菅貫太郎（日语：菅貫太郎）（1,2）
- 滝竜介 - 京本政樹（16,30） ※友情出演

### 聲演
- 大神官達羅姆 / 三葉蟲怪人  - 飯塚昭三 (1 - 49)
- 創世王 - 渡部猛（50,51）
- 世紀王影月 - 寺杣昌紀 (35 - 51)
- 鯨魚怪人 - 依田英助（日语：依田英助） (46,48 - 50)
- 旁白 - 小林清志（1 - 39）、政宗一成（40 - 51）

## 播放列表
以下時間以當地時間（日本時間）為準：
| 放送日期      | 集數 | 標題             | 登場怪人                                                                    | 腳本            | 監督     |
| ------------- | ---- | ---------------- | --------------------------------------------------------------------------- | --------------- | -------- |
| 1987年10月4日 | 1    | BLACK!! 變身     | - コウモリ怪人 - クモ怪人                                                   | 上原正三        | 小林義明 |
| 10月11日      | 2    | 怪人パーティー   | - ヒョウ怪人                                                                | 上原正三        | 辻理     |
| 10月18日      | 3    | 怪？怪・改造人間 | - クワゴ怪人 - コウモリ怪人                                                 | 上原正三        | 辻理     |
| 10月25日      | 4    | 悪魔の実験室     | - コウモリ怪人 - ノミ怪人                                                   | 上原正三        | 北本弘   |
| 11月1日       | 5    | 迷路を走る光太郎 | - ヤギ怪人                                                                  | 宮下隼一        | 北本弘   |
| 11月8日       | 6    | 秘密透視のなぞ   | - オオワシ怪人(声 - 丸山詠二)                                               | 内藤誠          | 辻理     |
| 11月15日      | 7    | 復元する生体メカ | - サイ怪人(声 - 西尾德)                                                     | 山田隆司        | 辻理     |
| 11月22日      | 8    | 悪魔のトリル     | - セミ怪人(声 - 丸山詠二)                                                   | 鷺山京子        | 蔦林淳望 |
| 11月29日      | 9    | ビシュムの紅い唇 | - ハチ怪人                                                                  | 宮下隼一        | 蔦林淳望 |
| 12月6日       | 10   | 信彦はどこに？   | - トカゲ怪人                                                                | 内藤誠          | 北本弘   |
| 12月13日      | 11   | 飢えた怪人たち   | - サボテン怪人 - カミキリ怪人 - カニ怪人 - イラガ怪人 - トゲウオ怪人        | 山田隆司        | 北本弘   |
| 12月20日      | 12   | 超マシン伝説誕生 | - カミキリ怪人 - コウモリ怪人                                               | 上原正三        | 小西通雄 |
| 12月27日      | 13   | ママは怪人養育係 | - カニ怪人                                                                  | 杉村升          | 小西通雄 |
| 1988年1月10日 | 14   | マグロが消えた日 | - マンモス怪人(声 - 西尾徳)                                                 | 山崎久          | 小笠原猛 |
| 1月17日       | 15   | 狙われた怪奇学園 | - イワガメ怪人(声 - 丸山詠二)                                               | 宮下隼一        | 小笠原猛 |
| 1月24日       | 16   | 友よ！海を越えて | - ハサミムシ怪人(声 - 丸山詠二)                                             | 鷺山京子        | 蔦林淳望 |
| 1月31日       | 17   | 杏子の不思議な夢 | - バク怪人                                                                  | 鷺山京子        | 蔦林淳望 |
| 2月7日        | 18   | 剣聖ビルゲニア!! | - クロネコ怪人                                                              | 山田隆司        | 小西通雄 |
| 2月14日       | 19   | 息づまる地獄の罠 | - オニザル怪人(声 - 丸山詠二)                                               | 山田隆司        | 小西通雄 |
| 2月21日       | 20   | ライダーの墓場   | - アネモネ怪人(人間態（花輪園子） - 呉恵美子、声 - 太地琴恵)                | 杉村升 荒木憲一 | 小笠原猛 |
| 2月28日       | 21   | 激突！二大マシン | - タマムシ怪人(声 - 新井一典)                                               | 杉村升 荒木憲一 | 小笠原猛 |
| 3月6日        | 22   | パパを襲う黒い影 | - ツルギバチ怪人                                                            | 宮下隼一        | 蔦林淳望 |
| 3月13日       | 23   | マルモの魔法の力 | - アンモナイト怪人(声 - 西尾徳)                                             | 鷺山京子        | 蔦林淳望 |
| 3月20日       | 24   | 女子大生の悪夢   | - シーラカンス怪人(人間態（高山教授） - 井上高志、声 - 岸野一彦) - 少年戦士 | 山口竜          | 小笠原猛 |
| 3月27日       | 25   | 爆走する武装メカ | - カマキリ怪人 (声 - 桑原毅) - テストロイド                                 | 山崎久          | 小笠原猛 |
| 4月3日        | 26   | 超能力少女を救え | - バッファロー怪人(人間態（謎の男） - 卯木浩二、声 - 丸山詠二)              | 杉村升          | 蔦林淳望 |
| 4月17日       | 27   | 火を噴く危険道路 | - イラガ怪人(声 - 滝雅也)                                                   | 鷺山京子        | 蔦林淳望 |
| 4月24日       | 28   | 地獄へ誘う黄金虫 | - コガネムシ怪人(声 - 西尾徳)                                               | 荒川稔久        | 小笠原猛 |
| 5月1日        | 29   | 獲物はデスマスク | - アルマジロ怪人(声 - 丸山詠二)                                             | 宮下隼一        | 小笠原猛 |
| 5月8日        | 30   | 暗殺者にアロハ！ | - イカ怪人(声 - 大山豐                                                      | 鷺山京子        | 小西通雄 |
| 5月15日       | 31   | 燃えよ！少年戦士 | - ヤマアラシ怪人(声 - 新井一典) - 少年戦士                                  | 宮下隼一        | 小西通雄 |
| 5月22日       | 32   | 夢少女・ユキ     | - キノコ怪人(声 - 西尾徳)                                                   | 山口竜          | 蓑輪雅夫 |
| 5月29日       | 33   | 父と子の愛の河   | - ベニザケ怪人                                                              | 宮下隼一        | 蓑輪雅夫 |
| 6月5日        | 34   | 復活?! 地獄王子  |                                                                             | 杉村升          | 小西通雄 |
| 6月12日       | 35   | 対決！二人の王子 |                                                                             | 杉村升          | 小西通雄 |
| 6月19日       | 36   | 愛と死の宣戦布告 | - ケラ怪人 - ネズミ怪人 - ムカデ怪人 - クワガタ怪人 - トゲウオ怪人          | 杉村升          | 蔦林淳望 |
| 6月26日       | 37   | 想い出は夕張の空 | - ケラ怪人 - コウモリ怪人                                                   | 宮下隼一        | 蔦林淳望 |
| 7月3日        | 38   | 謎!? EP党少年隊  | - ネズミ怪人(人間態（岸本） - 岡田祐一、声 - 新井一典) - ネズミ人間         | 杉村升          | 蓑輪雅夫 |
| 7月10日       | 39   | アイドルの毒牙   | - ムカデ怪人(人間態 - 大井裕子、声 - 丸山詠二)                              | 山田隆司        | 蓑輪雅夫 |
| 7月17日       | 40   | カラテ名人の秘密 | - サンショウウオ怪人                                                        | 鷺山京子        | 小西通雄 |
| 7月24日       | 41   | あぶない時間泥棒 | - コブラ怪人(人間態（戦国時代の侍） - 益田哲夫、聲 - 桑原毅)                | 宮下隼一        | 小西通雄 |
| 7月31日       | 42   | 東京-怪人大集合  | - ハエ怪人(声 - 西尾徳) - 亡霊怪人                                          | 山田隆司        | 小笠原猛 |
| 8月7日        | 43   | 怪人牧場の決闘！ | - クワガタ怪人(人間態（管理人） -植田峻、聲 - 丸山詠二) - コウモリ怪人      | 荒木憲一        | 小笠原猛 |
| 8月14日       | 44   | タンスの中は海！ |                                                                             | 鷺山京子        | 蓑輪雅夫 |
| 8月21日       | 45   | 妖花ビシュムの死 | 宮下隼一                                                                    |                 | 蓑輪雅夫 |
| 8月28日       | 46   | 壮絶バラオムの死 | - クジラ怪人 - コウモリ怪人                                                 | 杉村升          | 小西通雄 |
| 9月4日        | 47   | ライダー死す！   | - コウモリ怪人 - 少年戦士                                                   | 杉村升          | 小西通雄 |
| 9月11日       | 48   | 海に追憶の花束を | - クジラ怪人 - コウモリ怪人                                                 | 宮下隼一        | 小笠原猛 |
| 9月18日       | 49   | 激闘！ダロムの死 | - クジラ怪人 - コウモリ怪人                                                 | 宮下隼一        | 小笠原猛 |
| 10月2日       | 50   | 創世王の正体は？ | - トゲウオ怪人(声 - 丸山詠二) - クジラ怪人 - 脱走怪人 - 創世王              | 杉村升          | 蓑輪雅夫 |
| 10月9日       | 51   | ゴルゴム最期の日 | - トゲウオ怪人 - 創世王                                                     | 杉村升          | 蓑輪雅夫 |

## 製作群
- 製作人：井口亮、山田尚良（毎日放送）、吉川進、堀長文（東映）
- 原作：石ノ森章太郎
- 連載：週刊少年サンデー、小学館学習雑誌、コロコロコミック、てれびくん、テレビランド
- 資料担当：小佐野聡（石ノ森章太郎プロ）
- 編劇：上原正三、宮下隼一、内藤誠、山田隆司、鷺山京子、杉村升、山崎久（田口勝彥）、荒木憲一、山口竜、荒川稔久
- 導演：小林義明、辻理、北本弘、蔦林淳望、小西通雄、小笠原猛、蓑輪雅夫
- 武術指導：金田治、村上潤
- 特攝監督：矢島信男
- 音樂：川村栄二
- 小提琴指導：城戸喜代（第8集）
- 攝影：松村文雄、工藤矩雄、岡部正治
- 燈光：中川勇雄、神長倉孝明、嶋田宜代士、仲澤廣幸、清水達巳、渡辺康
- 美術：井上明、野本幸男、大橋豊一、稲野実
- 插畫：野口竜
- 製作人補：高寺成紀
- 錄音：太田克己
- 剪輯：菅野順吉
- 選曲：茶畑三男
- 効果：大泉音映
- 製作担当：寺崎英世
- 進行主任：竹内洪太、桐山勝、梶川雅也、千葉耕蔵
- 助理導演：吉野晴亮、蓑輪雅夫、岩原直樹、息邦夫、井上高、松本祐幸、松井昇、鎌田浩、関良平、安養寺工、田崎竜太
- 計測：岡部正治、斉藤健、西野高司、石山信夫、山本英夫、田中正博
- 場記：内藤美子、栗原節子、富田幸子、天池芳美、安藤豊子、高津省子、斉藤りさ、斉藤能子、甲斐哲子
- 製作主任：岩永恭一郎
- 佈景：東映美術センター
- 操演：国米修市、神尾悦郎
- 美粧：サン・メイク
- 服裝：東京衣裳
- 裝飾：大晃商会
- 造型製作：レインボー造型企画
- 人物設計：雨宮慶太
- 造型：前澤範
- 合成：チャンネル16
- 沖片：東映化学
- 影像合成：東通ecgシステム（峰沢和夫、近藤弘志、前岡良徹、鈴木康夫）
- （株）特撮研究所
  - 操演：鈴木昶、尾上克郎
  - 攝影：高橋政千
  - 燈光：加藤純弘
  - 美術：佛田洋
- 機車協力：スズキ自動車
- 製作：每日放送、東映
- 旁白：小林清志（第1～39集）、政宗一成（第40集之後）

## 動作演員
- 假面騎士BLACK：岡元次郎、倉田哲夫
- 影月：岩田時男、岡元次郎

## 主題歌
以往本系列作品的配樂均由菊池俊輔擔任，但本作則成為系列中首度非菊池擔任的作品，另外片中配樂與主題歌均分別由不同人士作曲。主題歌由宇崎龍童、阿木燿子夫妻負責，呈現出與以往特攝英雄劇歌曲不同的風貌。另外，與菊池並稱為兩大特攝配樂名家的渡邊宙明，也因本作關係首度參與假面騎士系列，負責本作中一部份的插曲。
- 片頭曲：
  - 作詞：阿木燿子、作曲：宇崎龍童、編曲：川村榮二、演唱：倉田哲夫
- 片尾曲：『LONG LONG AGO, 20TH CENTURY』
  - 作詞：阿木燿子、作曲：宇崎龍童、編曲：川村榮二、演唱：坂井紀雄

## 電影版
怪人馆
怪物島

## 海外播放

### 台灣
衛視中文台1996年12月至1997年12月播出本劇，並與隨後播出的《假面騎士BLACK RX》合稱《假面超人RX》。本劇為假面騎士系列在台灣播放的第一部作品。

### 香港
在香港，本劇集在亞洲電視本港台播放。首播日期為1990年7月2日至10月，當時的節目名稱為《幪面超人1990》，播放時間最初是於逢星期一至五晚上八時，約半小時，及後改為不固定。及後亞視在1991年7月1日至8月1日首播《假面騎士BLACK RX》並緊接在1991年8月2日至9月6日重播《假面騎士BLACK》，為首次及唯一一次重播，亞視當時將兩劇合稱《幪面超人1991》。

## 續作

### 《假面騎士BLACK RX》
戈爾哥姆被Black打败半年後，光太郎后来被另一邪惡勢力克萊西斯帝國（Crisis Empire）抓走，并强迫为他们服务。光太郎拒绝了他们，因此破壞他原來的變身機能，被抛到太阳裡。千钧一发之际，帝王石吸收太阳光线的能量，而使光太郎的被破壞的變身機能馬上復原，並成为新一代的假面骑士：太阳之子BLACK RX。自此光太郎便与克萊西斯帝國战斗，保卫地球。

## 重啟

### 《假面騎士BLACK SUN》
《假面騎士系列》50週年企劃的網絡劇，2022年10月28日於Amazon Prime Video配信，全10話，由西島秀俊和中村倫也雙主演。

## 註解
1. 1 2  仮面ライダー1971-1984 2014，第486-489頁，「幻のライダー」
2. ↑  仮面ライダー昭和11 2016，第33頁.
3. 1 2  CHRONICLE 2020，第58-59頁，「黒い騎士の誕生 元東映プロデューサー：吉川進」
4. ↑  超全集 1992，第98頁，スペシャルインタビュー 石ノ森章太郎.
5. ↑  . 講談社. 2016: 10. ISBN 9784063535716.
6. ↑  超全集 1992，第103頁，スペシャルインタビュー 吉川進.
7. ↑  竹書房/イオン編 (编). . 竹書房. 1995-11-30: 186. ISBN 4-88475-874-9. C0076.
8. ↑  超全集 1992，第102頁，スペシャルインタビュー 渡邊亮徳.
9. 1 2  . . 講談社シリーズMOOK. 講談社. 2018-12-19: 32. ISBN 978-4-06-513704-8.
10. ↑  映画大全集 1993，第112-113頁，「MASKED RIDER REALISTIC ALBUM 仮面ライダーBLACK」
11. ↑  . . 講談社シリーズMOOK. 講談社. 2019-04-10: 33. ISBN 978-4-06-513710-9.
12. ↑  . . Gakken Mook. Gakken. 2013-09-10: 28. ISBN 978-4-05-610166-9.
13. ↑  http://www.oldcake.net/viewthread.php?tid=18231&extra=page%3D1 （页面存档备份，存于） 1991年香港亞視出版的Black RX特刊照片集，足以證明亞視當年最初也將Black RX節目名稱譯為《幪面超人1991》
14. ↑  https://www.youtube.com/watch?v=wvprnfWVN9o （页面存档备份，存于） 1991年香港亞視重播Black片段，證明亞視當年重Black時節目名稱改為《幪面超人1991》
15. ↑  . ORICON NEWS. 2021-11-21  [2021-11-21]. （原始内容存档于2021-11-28） （日语）.
16. ↑  . 映画.com. 2021-11-21  [2021-11-21]. （原始内容存档于2022-04-03） （日语）.
17. ↑  . シネマトゥデイ. 2021-11-21  [2021-11-21]. （原始内容存档于2022-03-09） （日语）.
18. ↑  . Comic Natalie. 2021-11-21  [2021-11-21]. （原始内容存档于2022-05-14） （日语）.

書籍
- 下巻. 勁文社. 1990-11-30. ISBN 4-7669-1209-8. C0676.
- . てれびくんデラックス. 小學館. 1992-08-10. ISBN 4-09-101432-1.
- . ENTERTAINMENT BIBLE 47. バンダイ. 1992-08-20. ISBN 4-89189-227-7.
- . 講談社. 1993-06-10. ISBN 4-06-178415-3.
- 竹書房/スタジオ・ハード編 (编). . 竹書房. 2001-09-25. ISBN 4-8124-0783-4.
- . 編集：井上嘉大. 英知出版. 2003-03-20. ISBN 4-7542-2016-1.
- . 講談社. 2010-01-15. ISBN 4-06-375822-2.
- . 監修：石森プロ・東映. 双葉社. 2011-07-24. ISBN 978-4-575-30333-9.
- . 講談社. 2013-05-24. ISBN 978-4-06-304836-0.
- . 講談社 編. 講談社. 2014-11-20. ISBN 978-4-06-218566-0.
- . 鴬谷五郎[編著]. 辰巳出版. 2014-12-20. ISBN 978-4-7778-1425-1.
- . 講談社シリーズMOOK. 講談社. 2016-02-10. ISBN 978-4-06-353571-6.
- . 講談社シリーズMOOK. 講談社. 2016-03-10. ISBN 978-4-06-353573-0.
- . 講談社（講談社MOOK）. 2020-03-13. ISBN 978-4-06-518979-5.
- . 株式会社KADOKAWA. 2020-07-31. ISBN 978-4-04-109616-1.
- No.273. ワールドフォトプレス. 2020-11-30. ISBN 978-4-8465-3235-2.
- . VOLUME 64. 辰巳出版. 2022-02-10. ISBN 978-4-7778-2865-4. |issue=被忽略 (帮助)

## 外部連結
- 仮面ライダーBLACK | 仮面ライダーWEB【公式】 （页面存档备份，存于）